# سایپرس کوارترز (فلوریدا)
سایپرس کوارترز (به انگلیسی: Cypress Quarters) یک منطقهٔ مسکونی در ایالات متحده آمریکا است که در شهرستان اوکیچوبی، فلوریدا واقع شده‌است. سایپرس کوارترز ۷ کیلومتر مربع مساحت و ۱٬۲۱۵ نفر جمعیت دارد و ۸ متر بالاتر از سطح دریا واقع شده‌است.